# Pia fidelis
Pia Fidelis (Latijn: "trouw en toegewijd") is een eretitel (eigenlijk een cognomen) die aan Romeinse legioenen werd toegekend wegens bewezen trouw. In sommige gevallen werd de titel meermaals toegekend. De titel werd soms gevolgd door de naam van de keizer die hem had toegekend. Een bekend voorbeeld is Legio X Gemina pia fidelis Domitiana. Na de dood en damnatio memoriae van Domitianus werd diens naam niet meer vermeld, maar de toevoeging Pia Fidelis bleef.

## Voorbeelden
- Legio I Adiutrix Pia Fidelis Bis ("twee keer trouw en toegewijd")
- I Minervia Pia Fidelis Domitiana ("trouw en toegewijd aan Domitianus")
- II Adiutrix
- III Italica VII Pia VII Fidelis ("zeven keer trouw en zeven keer toegewijd")
- V Macedonica VII Pia VII Fidelis
- VII Claudia VII Pia VII Fidelis
- X Gemina Pia Fidelis Domitiana
- XI Claudia Pia VI Fidelis VI ("zes keer trouw en toegewijd")